# Selje
Selje was een gemeente in de Noorse provincie Sogn og Fjordane. Het grootste deel van de gemeente is gelegen op het schiereiland Stad en kenmerkt zich door een uitgesproken woest landschap. Plaatsen in de gemeente zijn onder meer Barmen, Ervik, Flatraket, Hoddevik en Leikanger. De gemeente telde 2781 inwoners in januari 2017.
Op het gemeentewapen is de plaatselijke heilige Sunniva afgebeeld, die als martelares in de 10e eeuw stierf.
Op 1 januari 2020 werd de gemeente samengevoegd met de gemeente Eid en de plaats Bryggja van de gemeente Vågsøy tot de gemeente Stad, genoemd naar het gelijknamige schiereiland.

## Scheepstunnel

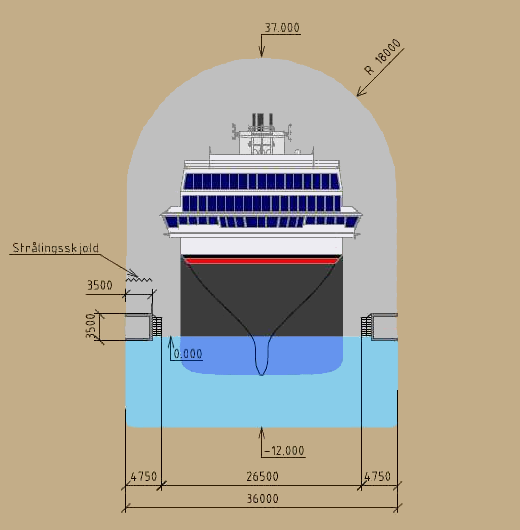
Tekening scheeptunnel

Bij de plaats wordt een 1700 meter lange scheepstunnel gebouwd. De tunnel, geschikt voor schepen tot 16.000 ton, komt dwars door een Noors schiereiland te liggen. De tunnel wordt 36 meter breed en 49 meter hoog en wordt daarmee de grootste scheepstunnel ter wereld. In 2023 moet de constructie klaar zijn en kosten worden geraamd op bijna 300 miljoen euro. Schepen hoeven niet langer een lange omreis te maken door een verraderlijk deel van de Noorse Zee. De eerste plannen voor het werk werden in 1874 al in een artikel genoemd, maar de hoge kosten waren tot voor kort een belemmering.

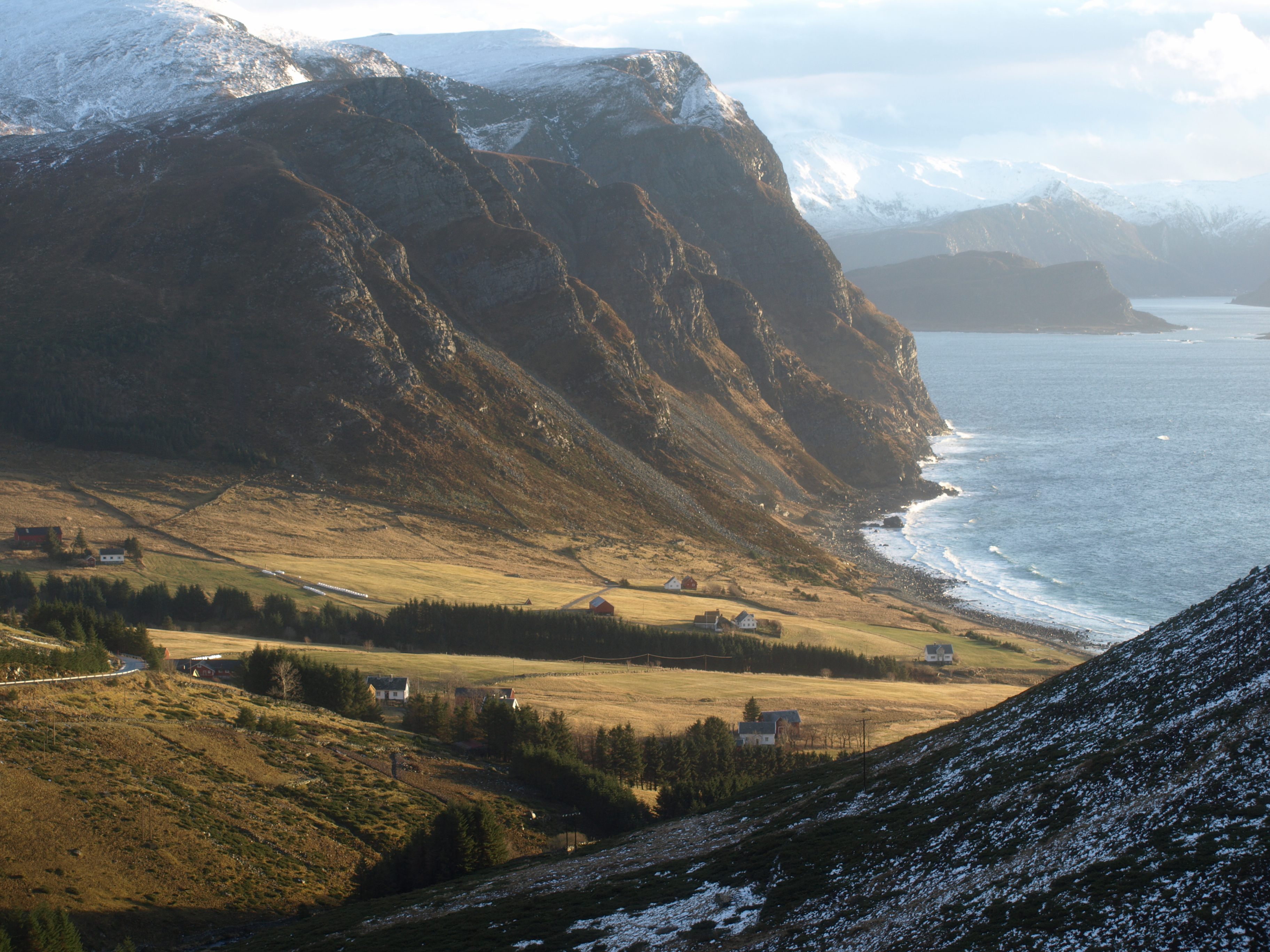
Het dorpje Drage op het schiereiland Stadtlandet.
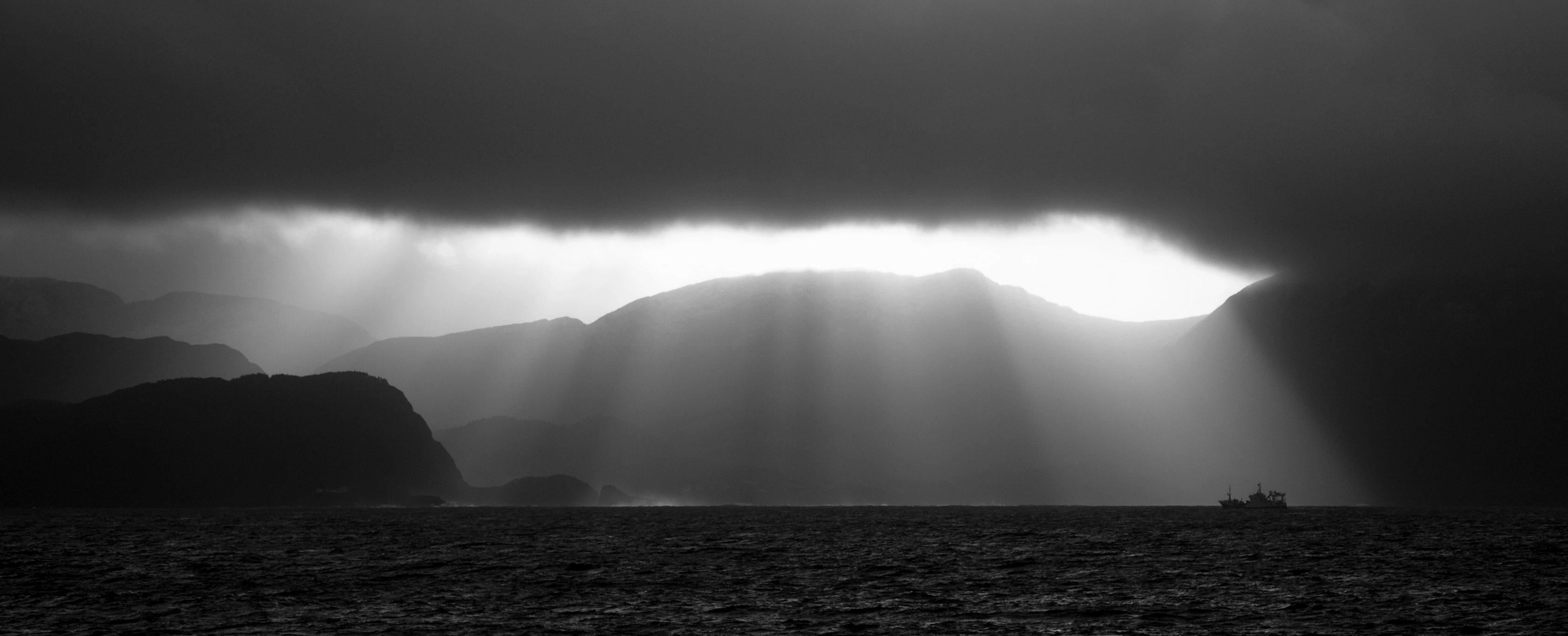
Gezicht op Stadtlandet vanaf de zee.

Årdal · Askvoll · Aurland · Balestrand · Bremanger · Eid · Fjaler · Flora · Førde · Gaular · Gloppen · Gulen · Hornindal · Høyanger · Hyllestad · Jølster · Lærdal · Leikanger · Luster · Naustdal · Selje · Sogndal · Solund · Stryn · Vågsøy · Vik

Gemeenten in de provincie bij de opheffing op 1 januari 2020